# Линейные корабли типа Sandwich
Линейные корабли типа Sandwich — три 90-пушечных линейных корабля второго ранга, построенных для Королевского флота сэром 
Томасом Слейдом, по проекту, утверждённому в ноябре 1755 года. Это были первые корабли второго ранга, строившиеся не по единому проекту, предписанному уложениями, а по чертежам отдельного типа. При постройке все корабли типа 
имели рейтинг 90-пушечных. Во время общего довооружения кораблей 2 ранга они были повышены до 98-пушечных установкой 
восьми 12-фунтовых пушек на шканцы.

## Корабли
- HMS Sandwich

Строитель: королевская верфь в Чатеме

Заказан: 22 ноября 1755 года

Заложен: октябрь 1756 года

Спущён на воду: 14 апреля 1759 года

Выведен: разобран, 1810 год

- HMS Ocean

Строитель: королевская верфь в Чатеме

Заказан: 22 апреля 1758 года

Спущён на воду: 21 апреля 1761 года

Выведен: продан на слом, 1793 год

- HMS Blenheim

Строитель: королевская верфь в Вулвиче

Заказан: 12 ноября 1755 года

Спущён на воду: 5 июля 1761 года

Выведен: затонул в 1807 году